# Меме (департамент)
Меме (фр. Meme) — один из 6 департаментов Юго-Западного региона Камеруна. Находится в центрально-южной части региона, занимая площадь в 3105 км².
Административным центром департамента является город Кумба (фр. Kumba). Граничит с департаментами: Фако (на юге), Мунго (на востоке), Купе-Маненгуба (на востоке и севере) и Ндиан (на западе и севере).

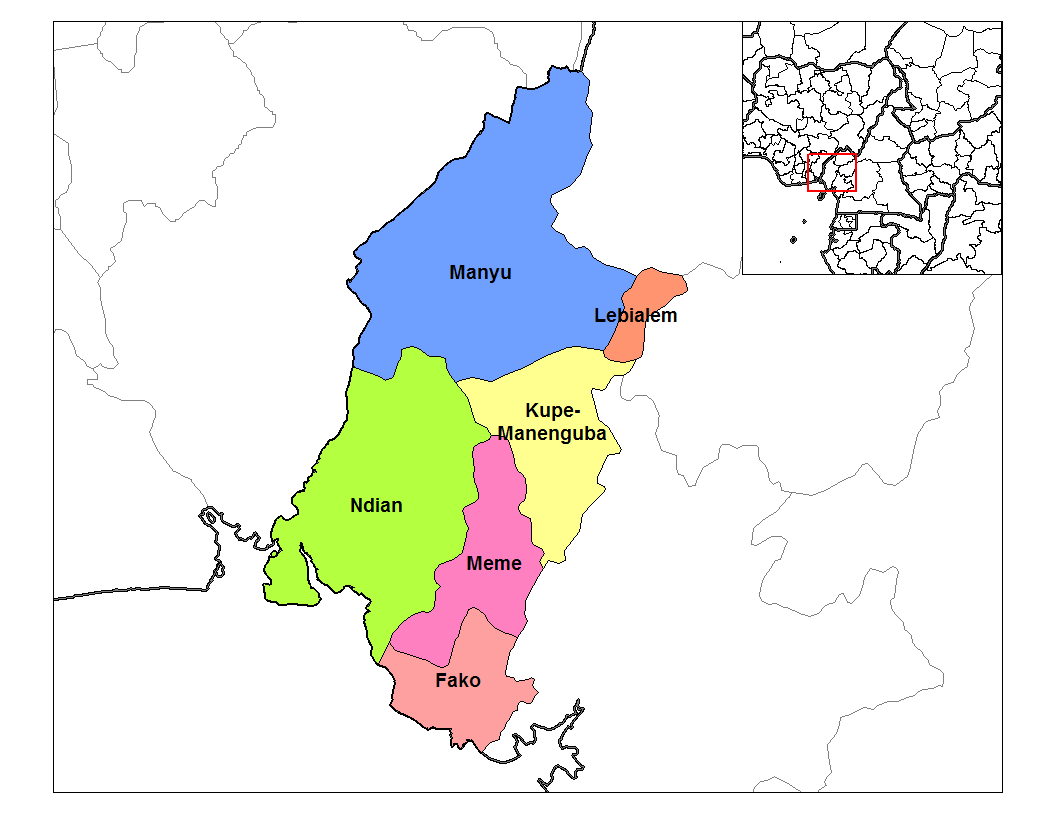
Департамент Меме на карте Юго-Западного региона

## Административное деление
Департамент Меме подразделяется на 3 коммуны:
1. Конйе (фр. Konye)
2. Кумба (фр. Kumba) (городская коммуна со специальным статусом)
3. Мбонге (фр. Mbonge)